# Walter Graf
Walter Graf   (Zúric, 3 de març de 1937 - Lausana, 2 de febrer de 2021) fou un pilot de bob suís que va competir durant la dècada de 1960.
El 1968 va prendre part en els Jocs Olímpics d'Hivern de Grenoble, on va guanyar la medalla de bronze en la prova de bobs a 4 del programa de bob. Va formar equip amb Hans Candrian, Jean Wicki i Willi Hofmann.
En el seu palmarès també destaca una medalla d'or al Campionat d'Europa de bob.